# Georges Lote
Georges-Ernest Lote, né le 19 mai 1880 à Lorient et mort le 15 octobre 1949 à Aix-en-Provence, est un professeur de langues et littératures romanes. Il a préparé une thèse sur  l'alexandrin d'après la phonétique sous la direction de l'Abbé Rousselot.

## Parcours
- Etudes à Lorient, à la Faculté des Lettres de Paris et à l'École Pratique des Hautes-Études
- Agrégé de grammaire en 1903
- Lecteur à l'Albertus Universität de Koenigsberg en 1904-1905
- Professeur au Lycée de Tourcoing
- Lecteur à l'Université de Bonn de 1908 à 1914
- Docteur ès lettres en 1913
- Professeur au Lycée de Nantes en 1914
- Détaché en 1916 à l'Académie scientifique et littéraire de Milan
- Chargé de cours à l'Université de Rennes en 1919
- Chargé de cours à l'Université d'Aix-en-Provence en 1920
- Chargé de cours à l'Université de Rennes en 1921
- Maître de Conférences à l'Université de Clermont-Ferrand en 1922
- Professeur titulaire de la Chaire de Langues Romanes à l'Université d'Aix-en-Provence en 1923
- Professeur de Littérature française à l'Université d'Aix-en-Provence en 1933
- Professeur honoraire en 1948.

## Publications
- L'Alexandrin français d'après la phonétique. 1913
- La Rime et l'enjambement étudiés dans l'alexandrin français. 1913
- Les survivances françaises dans l'Allemagne napoléonienne, 1815-1914 (sous le pseudonyme Julien Rovere), Paris, F. Alcan, 1918 - Prix Thérouanne de l’Académie française 1919
- En préface à "Hernani", Paris, J. Gamber, 1930 - Prix d’Académie de l'Académie française 1931
- La Vie et l'œuvre de François Rabelais. 1938 - Prix Narcisse-Michaut de l'Académie française 1939
- Histoire du vers français, Paris, 1949-1955, puis Aix-en-Provence, 1988-1996, neuf tomes dont seuls les trois premiers ont été publiés du vivant de l'auteur